# Libra francesa
La libra francesa fue la moneda de Francia de 781 hasta 1795 (en que fue sustituida por el franco). Existían varias libras diferentes (libra tornesa, libra parisina), algunas simultáneamente. La libra era el nombre de unidades de cuenta y monetarias.

## Origen y etimología
La libra fue creada en 781 por Carlomagno (por lo que se le conoce como "libra carolingia") como unidad de cuenta equivalente a una libra de plata (unos 409 gramos). Se subdividía en 20 sueldos, cada uno de 12 dineros; la libra valía pues 240 dineros. La palabra libra viene de la palabra latina libra, una unidad romana de peso. Este sistema sirvió de modelo para muchas de las monedas europeas, incluyendo la libra esterlina, la lira italiana, el chelín (sueldo), el dinero español, el dinheiro portugués, o el penique (dinero).

## Historia

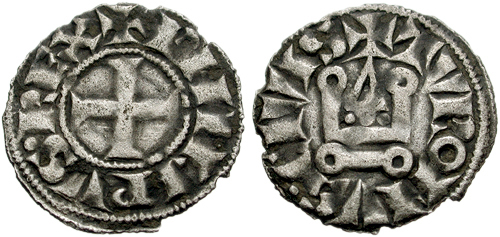
Dinero tornés de 1270

Durante gran parte de la Edad Media, los diferentes ducados de Francia eran semiautónomos si no prácticamente independientes de los reyes Capetos débiles, por lo que cada uno acuñaba su propia moneda. Había por tanto varias libras como la libra tornesa (es decir de Tours), la más corrientemente utilizada, o la libra parisis (es decir de Paris) y se tendría que especificar qué región o denominación se usaba: "el dinero de París" o "dinero de Troyes". Cuatro libras parisis valían cinco libras tornesas.
Los primeros pasos hacia la normalización se dieron bajo el primer monarca Capeto que tenía fuerza suficiente, Felipe II de Francia (1165-1223). Felipe II conquistó gran parte de la parte continental del Imperio angevino del rey Juan de Inglaterra, como Normandía, Anjou y Touraine. La moneda acuñada en la ciudad de Tours, en Turena fue considerada muy estable, y Felipe II decidió adoptar la libra tornesa como moneda estándar de sus tierras, reemplazando gradualmente a la libra de París, y en última instancia, las monedas de todas las zonas de habla francesa que controlaba. Este fue un proceso lento que duró muchas décadas y no se completó durante la vida de Felipe II. El resultado fue que a partir de 1200 en adelante, tras el inicio de las campañas de Felipe II contra el rey Juan, la moneda utilizada en las tierras de habla francesa se encontraba en un estado de cambio, ya que la libra tornesa se introdujo gradualmente en otras áreas.
A su regreso de las cruzadas en los años 1250, Luis IX de Francia promovió un monopolio real sobre la acuñación de monedas acuñadas en Francia e hizo acuñar el Escudo francés de oro, equivalente a la libra tornesa y el gros de plata equivalente al dinero. Entre 1360 y 1641, la libra tornesa es llamada comúnmente « franco ».
Bajo el Antiguo Régimen, las palabras « libra », o « franco », eran también utilizadas para designar una simple unidad de cuenta, de modo que existían, por ejemplo, monedas de un escudo que se contaban por un valor de tres libras.

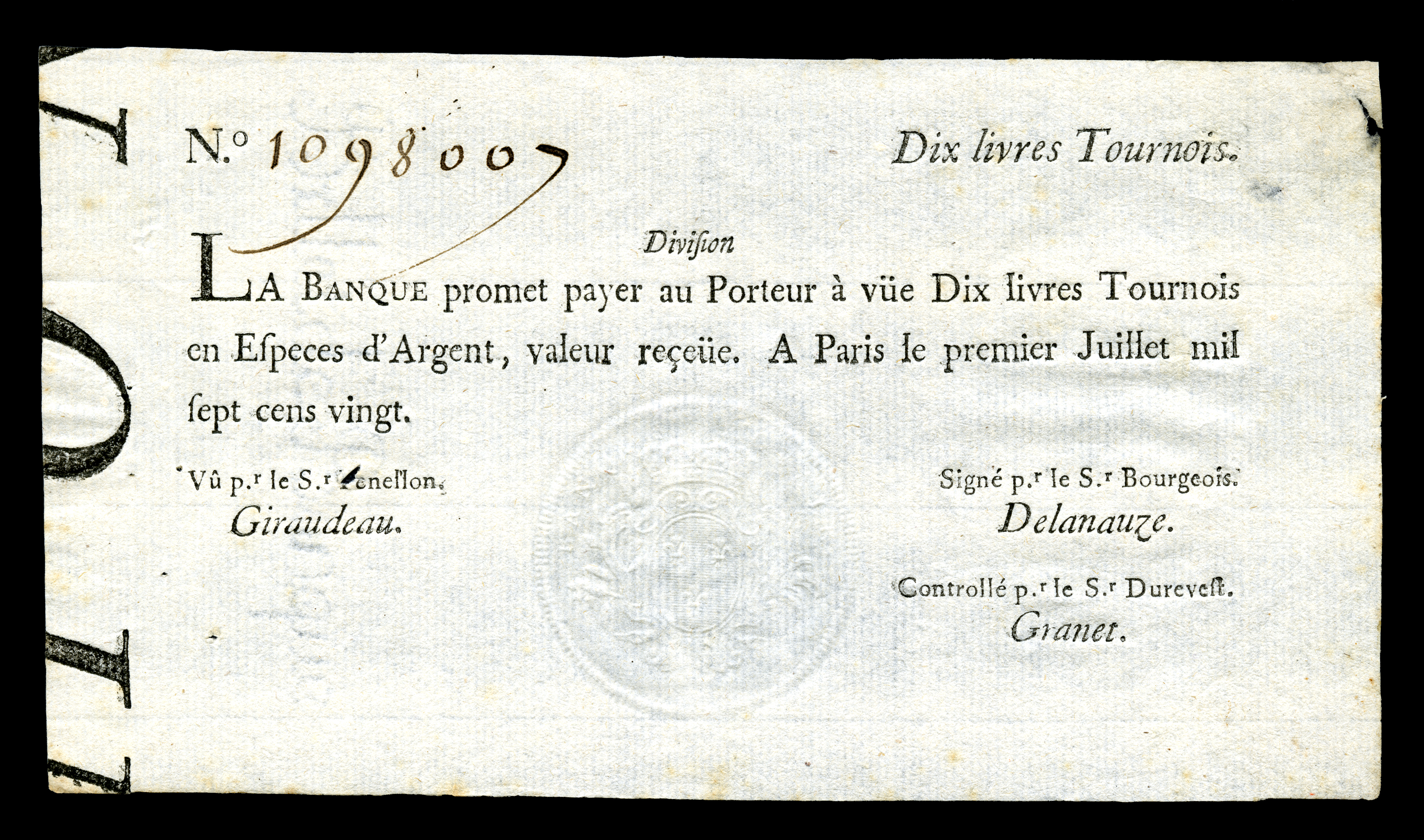
La Banque Royale-10 livres Tournois (1720)

En 1641, Luis XIII remplazó el franco por el escudo de plata y el luis de oro, con una paridad de 6 libras tornesas por un escudo.
En 1667, la libra parisis es definitivamente abolida; permanece la libra tornesa como única libra.
En 1701, la Banca real edita los primeras libras tornesas en billetes. Pero, en 1720, la banca quiebra y con ella el papel moneda.
En 1726, el cardenal Fleury, ministro de Luis XV, pone en marcha un sistema monetario estable. Un luis de oro vale entonces 24 libras. Un escudo de plata vale 6 libras, es decir 120 sueldos. Pero no se acuñan monedas de 1 libra.
En 1776, la Caisse d'Escompte (Caja de Descuento) reintroduce el billete de banco que circulará hasta 1793 y será mantenido, un tiempo, al lado de los asignados de la Revolución francesa.
En 1795, la Primera República francesa instaura el franco sobre la base de una libra y 3 dineros.